# NYSE Euronext
NYSE Euronext, Inc. (NYSE: NYX, Euronext: NYX) fue una corporación estadounidense-europea con fines de lucro, que opera múltiples valores bursátiles, más notoriamente en el New York Stock Exchange (the "Big Board"), el Euronext, y el NYSE Arca.
NYSE Euronext nació en 2007 de la fusión del NYSE (New York Stock Exchange) con Euronext.
Euronext era una gran bolsa de valores Europea, surgida de la fusión de las bolsas de París, Ámsterdam, Bruselas, Lisboa y Oporto y del LIFFE (London International Financial Futures and Options Exchange).
NYSE Euronext es actualmente la principal plaza financiera mundial. 
En noviembre de 2013, InterContinental Excange (ICE) Archivado el 25 de junio de 2014 en Wayback Machine. completó la adquisición de NYSE Euronext, creando la principal red mundial de mercados regulados y sistemas de compensación.

## Plazas
Las principales plazas bursátiles donde actúa NYSE Euronext son:
- Bruselas, Bélgica — Euronext Bruselas
- París, Francia — Euronext París
- Ámsterdam, Países Bajos — Euronext Ámsterdam
- Lisboa, Portugal — Euronext Lisboa
- Londres, Reino Unido — Euronext.LIFFE
- Chicago, Estados Unidos de América — NYSE Arca (antiguamente Archipelago)
- Nueva York, Estados Unidos de América — NYSE, Sede Central
- San Francisco, Estados Unidos de América — NYSE Arca (antiguamente Pacific Exchange)